# Ana Miguel Pedro
Ana Miguel Pedro Soares (nascida a 7 de Outubro de 1989) é uma jurista e política portuguesa que é deputada ao Parlamento Europeu pelo CDS – Partido Popular desde 2024.
Em 2012, foi aceite pelo eurodeputado Nuno Melo para estagiar no gabinete do CDS – Partido Popular no Parlamento Europeu. Tornou-se então assessora de Nuno Melo entre 2014 e 2024. É também membro da Comissão Política Nacional do CDS-PP.

## Parlamento Europeu
Em 2024, Ana Miguel Pedro foi eleita para o Parlamento Europeu para a 10.ª legislatura. É membro titular da Comissão das Liberdades Cívicas, da Justiça e dos Assuntos Internos (LIBE) e membro suplente da Comissão dos Assuntos Externos (AFET) e da Comissão dos Assuntos Constitucionais (AFCO).